# Гелла Рот
Гелла Рот (нім. Hella Roth, 21 вересня 1963) — німецька хокеїстка на траві.
Срібна призерка Олімпійських Ігор 1984 року.